# Radio One
Radio One (укр. Радіо One) — украинская радиостанция, ориентировалась преимущественно на рок-музыку – инди, поп-рок, альтернативу, электро-рок и смежные им музыкальные направления.
В её эфире звучали Muse, Blur, Oasis, The Rolling Stones, Depeche Mode, The Cure, Coldplay, PJ Harvey, Placebo, The Killers, Bloc Party, The Offspring Franz Ferdinand, Arctic Monkeys, Fall Out Boy, Linkin Park, Papa Roach, The Ting Tings, Bon Jovi, Travis, MGMT и другие подобные группы. Не забывали на радио и про украинских музыкантов, таких, как Бумбокс, Океан Ельзи, Крихітка Цахес, Друга Ріка. В эфире радиостанции выходила также программа Esthetic Club Архивная копия от 11 октября 2016 на Wayback Machine, в рамках которой участники группы Esthetic Education ставили и обсуждали интересные, по их мнению, песни интересных музыкантов и групп.
Восстановленное online-вещание под именем «Radio iOne» на https://web.archive.org/web/20141218115353/http://ione.net.ua/ прекращено 22 декабря 2011.